# Vĩ cầm điện tử
Vĩ cầm điện tử là loại đàn vĩ cầm được gắn kết các thiết bị sử dụng điện năng để phát ra và truyền đi âm thanh của nó. Đây là một loại nhạc cụ ứng dụng công nghệ tin học kết hợp kĩ thuật xử lý âm thanh. Trong tiếng Anh, loại nhạc cụ này được gọi là "electric violin", nghịch nghĩa với vĩ cầm cổ điển là "acoustic violin".

## Lược sử
- Vĩ cầm truyền thống hay vĩ cầm cổ điển (acoustic violin) phát ra âm thanh nhờ kéo cây vĩ cọ xát lên dây đàn, rồi âm thanh này được cộng hưởng trong hộp đàn bằng gỗ, phát ra thanh âm trong trẻo, nhẹ nhàng nhưng mỏng mảnh và không vang xa vì cường độ nhỏ. Vào khoảng những năm 1920, lợi dụng sự phát triển của kĩ thuật khuếch đại âm thanh, một số nghệ sĩ vĩ cầm, trong đó có Stuff Smith đã gắn mi-crô vào đàn để thanh âm lớn hơn. Loại này được gọi là "vĩ cầm khuyếch đại" (tiếng Anh: amplified violin),[3] ở Việt Nam đã gọi nôm na là "vĩ cầm cắm điện".
- Sau đó, đến đầu những năm 1930, nhà phát minh nhạc cụ Mỹ là George Beauchamp đã lắp pickup vào đàn, tạo ra chiếc vĩ cầm điện tử đầu tiên.
- Sự ra đời và phát triển nhanh chóng của công nghệ điện tử và tin học đã tạo điều kiện phát triển loại vĩ cầm không cần hộp đàn cộng hưởng, mà dùng thiết bị điện tử vừa tạo ra cộng hưởng, lại vừa truyền thanh âm do đàn phát ra, gọi là "vĩ cầm thanh âm điện tử" (electro-acoustic violin). Sự kiện này diễn ra từ những năm 1970 - 1980 và bắt đầu được thương mại hóa, phát triển mạnh mẽ từ khoảng những năm 1990 cho đến nay.[4][5][6][7]

Trong bài viết này chỉ nói về loại thứ hai (electro-acoustic violin) và gọi tắt là vĩ cầm điện tử, hiện rất phổ biến. Ở Việt Nam, loại đàn này hiện đã xuất hiện khá nhiều và có thể bắt đầu được biết đến rộng rãi hơn cả sau cuộc lưu diễn của ban nhạc Bond vào năm 2015 với nhạc phẩm Victory dùng toàn đàn dây điện tử. Tuy vĩ cầm điện tử  không được dùng trong dàn nhạc giao hưởng hiện đại, nhưng hiện rất phổ biến trong các biểu diễn âm nhạc "phi cổ điển" như nhạc Jazz, nhạc Pop, nhạc đồng quê, nhạc gypsy, v.v. và cả nhạc dân gian ở nhiều nước, thường phối hợp với các nhạc cụ điện khác như piano điện tử, organ điện tử, guitar điện tử cùng dàn trống.

## Các dạng vĩ cầm thường gặp

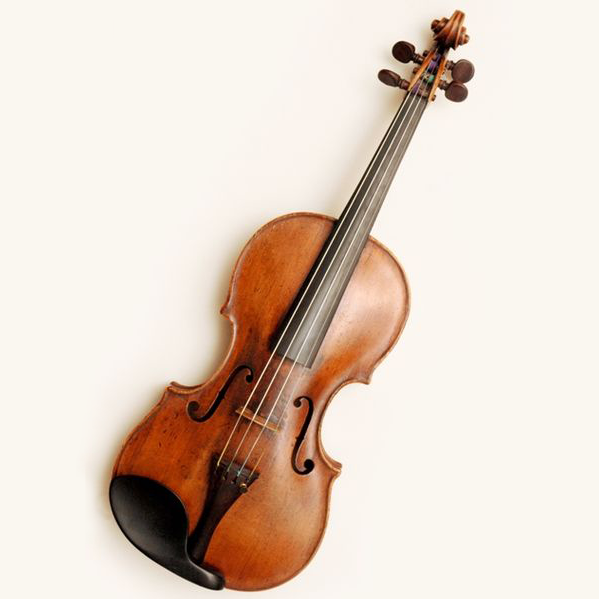
Đàn truyền thống hay vĩ cầm cổ điển (classical violin)
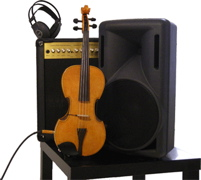
Đàn "cắm điện" hay vĩ cầm có khuếch đại (amplified violin)
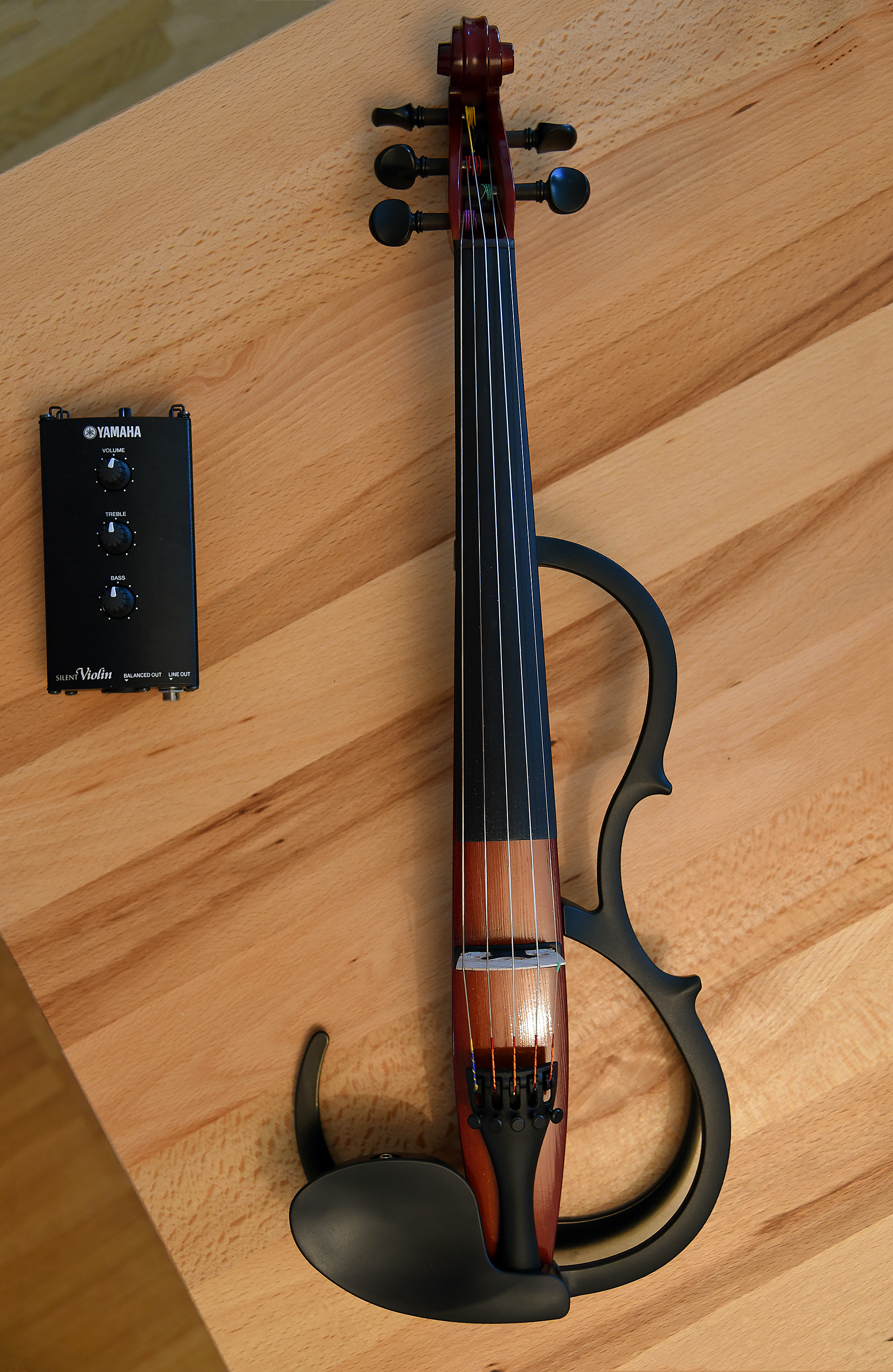
Đàn vĩ cầm thanh âm điện tử (electro-acoustic violin) với bộ xử lí rời

## Nguyên lí phát & truyền âm

Nguyên lí chung của vĩ cầm điện tử

### Pickup (bộ cảm ứng)
Để phát ra thanh âm như tiếng vĩ cầm cổ điển, đồng thời để truyền âm đi xa (đến bộ khuếch đại và ra loa), loại đàn này bắt buộc phải dùng một thiết bị điện tử gọi là pickup (bộ cảm biến âm thanh) kết nối với với hệ truyền dẫn và xử lí âm thanh. Pickup bắt buộc phải gắn liền với đàn, có chức năng biến đổi âm thanh của dây đàn khi rung động (nhờ cọ cây vĩ hoặc búng tay vào dây đàn) thành tín hiệu giống như âm thanh đã được cộng hưởng trong hộp gỗ của đàn cổ điển, nhưng là sóng vô tuyến tạo thành thanh âm khô (dry sound). Sóng truyền đến cổng vào của hệ truyền dẫn và xử lí, sẽ biến đổi thành âm thanh ướt (wet sound) rồi truyền theo đường vô tuyến (hoặc hữu tuyến - tùy nhà sản xuất) đến bộ khuếch đại âm thanh (ra loa).

### Khuyếch đại
Về cơ bản, bộ khuếch đại âm thanh chính là hệ thống khuyếch đại điện tử như các thiết bị khuếch đại cho đàn guitar, chuyển âm thanh thành amp hoặc PA.

## Sử dụng
Tuy vĩ cầm là nhạc cụ được sử dụng rất nhiều trong lĩnh vực nhạc cổ điển, nhưng vĩ cầm điện nói chung không có trong biên chế của dàn nhạc giao hưởng hiện đại, mà chỉ sử dụng trong biểu diễn nhạc hiên đại ở các thể loại: metal, rock, hip hop, electronic music, pop, jazz/jazz fusion, country, new-age, experimental music.

## Các nghệ sĩ vĩ cầm điện tử nổi tiếng
- Noel Webb
- Urban Blitz của Doctors of Madness
- Ed Alleyne-Johnson
- Emilie Autumn
- Jenny Bae
- Deni Bonet
- Taylor Davis
- Papa John Creach
- David Cross (với King Crimson)
- Billy Currie (on recordings and live performances with Ultravox, Gary Numan, and solo)
- Jerald Daemyon
- Joe Deninzon (with Stratospheerius)
- Warren Ellis of Nick Cave and the Bad Seeds
- Jerry Goodman
- Don "Sugarcane" Harris
- Lili Haydn
- Simon House of Hawkwind and High Tide
- Christian Howes
- Eddie Jobson (with U.K., King Crimson, Curved Air, Frank Zappa, and Roxy Music)
- Mik Kaminski of Electric Light Orchestra
- Carla Kihlstedt of Sleepytime Gorilla Museum
- Henry Lau
- David LaFlamme
- Jim Lea của Slade
- Ben Lee (violinist)
- Michael A. Levine
- Didier Lockwood
- Sean Mackin của Yellowcard
- Vanessa Mae
- Mat Maneri
- Ben Mink (độc tấu và hòa tấu với FM)
- Hugh Marsh (độc tấu và hòa tấu với Loreena McKennitt)
- Stephen Nachmanovitch
- Nash the Slash (độc tấu và hòa tấu với FM)
- Jean-Luc Ponty
- Charlie Bisharat
- Lorenza Ponce
- Jerry Goodman của Mahavishnu Orchestra
- David Ragsdale và Robby Steinhardt của Kansas
- Ric Sanders của Fairport Convention
- Ray Shulman (với Gentle Giant)
- Graham Smith (với Van der Graaf Generator)
- Geoff Richardson (với Caravan)
- Tracy Silverman
- Michelle Lambert
- Sue Son (cho Britain's Got Talent, năm 2009)
- Lindsey Stirling
- Linzi Stoppard
- L. Subramaniam
- L. Shankar
- Ganesh Kumaresh
- Embar Kannan
- Balabhaskar
- Sugizo
- Dave Swarbrick
- Adam Taubitz
- Blaine L. Reininger
- Yann Tiersen
- Boyd Tinsley của ban nhạc Dave Matthews Band.
- Olli Vänskä of Turisas
- Darryl Way
- Mark Wood
- Joel Zifkin của Kate & Anna McGarrigle và Richard Thompson
- Doug Kershaw
- Tim Charles của ban nhạc Ne Obliviscaris)
- Kennette "Yujin" Wong ở Taiwan)

## Các nhà soạn nhạc và nhạc phẩm cho vĩ cầm điện tử
- Igor Krivokapič
- Concerto for electric violin and orchestra (1993, rev. 2019)
- John Adams
- The Dharma at Big Sur, for electric violin and orchestra, inspired by the talents of (and written for)  electric violinist Tracy Silverman.
- Terry Riley
- "Palmian Chord Riddle", bản hòa tấu cho sáu vĩ cầm, của Nashville Symphony for electric violinist Tracy Silverman.[13]
- Charles Wuorinen
- Concerto for Amplified Violin and Orchestra — 1972
- Nico Muhly
- Seeing is Believing, for six-string electric violin and chamber orchestra, written for Thomas Gould, Nicholas Collon, and the Aurora Orchestra[14]
- Ed Wright
- Crosswire for electric violin and live processing. Written for Electroacoustic Wales.[15]